# 東南互保

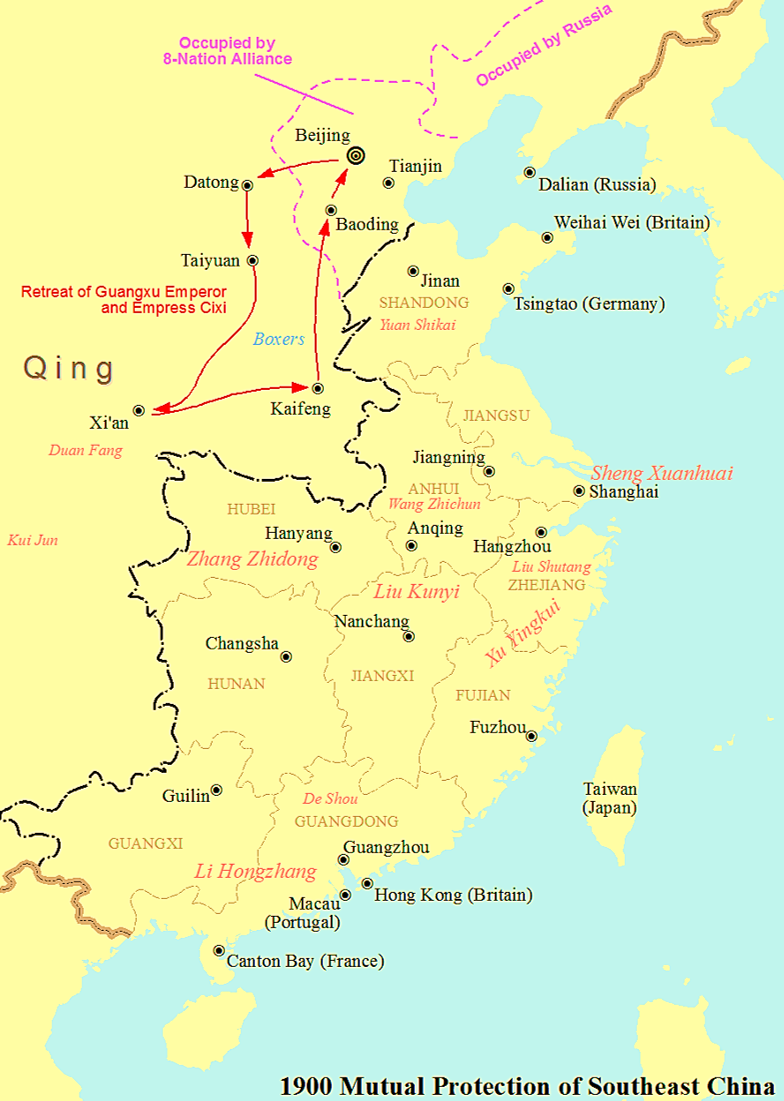
1900年参与清末東南互保的省份

東南互保，又稱東南自保，指清末八國聯軍进攻大清帝國时，東南各省督撫不理會慈禧太后命令，不與列強宣戰，避免與整個清帝國一同陷入戰爭局面的歷史事件。
慈禧太后發布宣戰詔書後，兩廣總督李鴻章、兩江總督劉坤一、湖廣總督張之洞、閩浙總督許應騤、山東巡撫袁世凱、安徽巡撫王之春、廣東巡撫德壽等督撫，在東南各省違抗“與列強開戰、支持義和團”的命令，私下和列強達成了和平協議。
這些督撫出具的理由是宣戰詔書並非太后與天子的本意，是「拳匪劫持太后與天子的矯詔」，是「亂命」。

## 背景
太平天国平定后，两江、闽浙等地區已非皇室势力所及，地方政務已為湘军、淮軍軍閥所把持。
義和團运动發生後，在慈禧太后尚未向各國宣戰時，兩江總督劉坤一（湘军江忠源旧将）、湖廣總督張之洞（與湘軍、淮軍關係俱佳）、兩廣總督李鴻章（北洋大臣、淮軍創始人）、鐵路大臣盛宣懷（父亲盛康是湘军胡林翼的军需官，他自己也是李鴻章好友）、山東巡撫袁世凱（淮軍吳長慶舊部）、閩浙總督許應騤（族叔许祥光曾与湘军江忠源一起镇压太平天国）等即商議如何保存東南的穩定，避免列強有藉口入侵；同時密議盤算倘若北京失守而光绪帝、慈禧太后不測，當改建共和，由李鴻章作大總統支撐局面。

## 事发经过

### 开战
1900年6月21日，慈禧太后以光緒帝名義，向大英帝國、美利堅合眾國、法蘭西第三共和國、德意志帝國、義大利王國、大日本帝國、俄羅斯帝國、奧匈帝國、西班牙王國、比利時王國、荷蘭王國十一國宣戰。

### 各自独立为政
當時宣戰詔書下至各地方時，鐵路大臣盛宣懷下令各地電信局將慈禧太后召集義和團民及宣戰詔書扣押，只給各地督撫觀看，並且電告各地督撫，不要服從此命令。张謇、赵凤昌等人分別勸告两江总督劉坤一、湖广总督张之洞、两广总督李鸿章，倡议抗命，李鴻章遂覆電慈禧：「此亂命也，粵不奉詔」，此一電報也鼓勵了東南各省督撫。時局日益糜爛，湖廣總督張之洞隨後提出「李鴻章大總統」方案：一旦光緒皇帝、慈禧太后不保，就改制共和，共同推舉李鴻章出任中國「大總統」以主持大局，李鴻章幕僚劉學詢並去信孫中山謂：「傅相因北方拳亂，欲以粵省獨立，思得足下為助，請速來粵協同進行。」
劉坤一、張之洞於6月26日，以上海道道員余联沅為代表，邀約各国駐上海領事商訂所謂《東南互保條約》九條。主要內容為：
1. 上海租界归各国共同保护，长江及苏杭内地均归各督抚保护，两不相扰，以保全中外商民人命产业为主。
2. 上海租界共同保护章程，已另立条款。
3. 长江及苏杭内地各国商民教士产业，均归南洋大臣刘坤一、两湖总督张之洞切实保护，并移知各省督抚及严饬各该文武官员一律认真保证。现已出示禁止谣言，严拿匪徒。
4. 长江内地中国兵力已足使地方安静，各口岸已有的外国兵轮者仍照常停泊，惟须约束人等水手不可登岸。
5. 各国以后如不待中国督抚商允，竟至多派兵轮驶入长江等处，以致百姓怀疑，借端启衅，毁坏洋商教士的人命产业，事后中国不认赔偿。
6. 吴淞及长江各炮台，各国兵轮不可近台停泊，及紧对炮台之处，兵轮水手不可在炮台附近地方练操，彼此免致误犯。
7. 上海制造局、火药局一带，各国允兵勿往游弋驻泊，及派洋兵巡捕前往，以期各不相扰。此军火专为防剿长江内地土匪，保护中外商民之用，设有督巡提用，各国毋庸惊疑。
8. 内地如有各国洋教士及游历洋人，遇偏僻未经设防地方，切勿冒险前往。
9. 凡租界内一切设法防护之事，均须安静办理，切勿张皇，以摇人心[8]。

随后東南各省總督闻讯后陆续加入，即私自與各参战國達成協議，史稱東南互保，參與總督包括兩江總督劉坤一、湖廣總督張之洞、兩廣總督李鴻章、閩浙總督許應騤、山東巡撫袁世凱、浙江巡撫劉樹棠、安徽巡撫王之春、鐵路大臣盛宣懷和兩廣署任總督德壽（李鴻章北上議和時暫代其職務），另外陝西巡撫端方、四川總督奎俊雖然沒有加入東南互保，但是亦是支持東南互保。他們稱皇帝敕令是義和團拳民脅持下的“矯詔、亂命”，当时仍是帝制时代，故“亂命”一詞是李鴻章精心選擇的政治術語，李鴻章深知“若不量力而輕於一試，恐數千年文物之邦，從此已矣”，故稱“此亂命也，粵不奉詔。”，在東南各行省違抗「支持義和團」的命令，以為「亂民不可用、邪術不可信，兵釁不可開」「無論北方情形如何，請列國勿進兵長江流域與各省內地；各國人民生命財產，凡在轄區之內者，決依條約保護。」

## 影响
东南互保，是清末各地官方实力派人物首次公然聚众反抗慈禧太后为首的中央政府，代表着中央政府威信力下降，此事件虽使河北、山西以外的地区得以免于义和团运动及八国联军战乱的波及，但同时也使得清廷威信扫地：遭東南眾大臣抵制的慈禧太后，事後不但不敢處罰他們，甚至還表扬他們“度势量力，不欲轻构外衅，诚老成谋国之道”，慈禧太后與清帝國皇室的虚弱乏力表露无遗；而各省亦因八国联军入侵而自觉需有自卫的武力需要，因此慈禧治下各省及各实力人物由此开始军阀化（典型例子即为淮军发展而来的袁世凯系北洋军阀诸部及原清朝广西绿营及巡防营发展而来的旧桂系陆荣廷部）。但是在1904年8月，铁良离京，先后前往上海、苏州、南京、芜湖、武昌等地。铁良将八省的土膏捐税收归中央；改编或解散张之洞、魏光焘等督抚创办的勇营武装；控制江南制造局的经费及用人权，不能说明清政府完全丧失控制力。至辛亥革命时，各省外籍主官均被驱逐，即为此军阀化过程的结束，为辛亥革命時各省宣布独立铺垫基础。

### 引用
1. ↑  丘為君、張運宗《走入近代中國》
2. ↑  高拜石《評點晚清民國人物──續南湖錄憶》
3. ↑   维基文库中的相關文獻：庚子國變記 (羅惇曧)
4. ↑  张社生. . 上海: 文汇出版社. 2009  [2013-12-20]. ISBN 978-7-80741-428-5. （原始内容存档于2014-01-11）.
5. ↑  陳錫祺.  上冊. 北京: 中华书局. 1991年: 第206页  [2013-12-20]. ISBN 9787101006858. （原始内容存档于2014-01-11）.
6. ↑  唐荒. . 《新歷史》 (新華每日電訊). 2009年, (第2期)  [2009-10-04]. （原始内容存档于2013-12-31） （中文（中国大陆））.
7. ↑  羅家倫 (编).  64. 中國國民黨黨史史料編纂委員會.   [2013-12-20]. （原始内容存档于2014-01-11）.
8. ↑  摘录自：盛宣怀的《愚斋存稿》
9. ↑  《义和团档案史料》上，187